# 莫羅濟夫卡 (巴拉克列亞區)
49°25′29″N 37°1′16″E / 49.42472°N 37.02111°E
莫羅濟夫卡（烏克蘭語：Морозівка）是位於烏克蘭東部的村莊，由哈爾科夫州伊久姆區的薩溫齊市鎮負責管轄。該村始建於1800年，面積1.99平方公里，海拔高度94米，2024年人口467，人口密度每平方公里511.6人。